# Château de Nassigny
Le château de Nassigny est un château situé sur la commune de Nassigny (France).

## Localisation
Le château est situé sur la commune de Nassigny, dans le département de l'Allier (dans la région Auvergne-Rhône-Alpes, anciennement Auvergne).

## Histoire
Le château date de la fin du Moyen Âge, il appartenait autrefois à la puissante abbaye de Saint-Denis, tout comme l’église voisine de Chazemais et le monastère de la Chapelle-Aude (La Chapelaude).
Il fait l’objet d’une inscription au titre des monuments historiques depuis le 14 novembre 1979.